# Lauri Siering
Laura Gail Siering (ur. 23 lutego 1957 w Pomonie) – amerykańska pływaczka, srebrna medalistka olimpijska z Montrealu.
Zawody w 1976 były jej jedynymi igrzyskami olimpijskimi. Zdobyła srebro w sztafecie 4 × 100 metrów stylem zmiennym. Amerykańską sztafetę tworzyły również Linda Jezek, Camille Wright i Shirley Babashoff. Zdobyła dwa złote medale igrzysk panamerykańskich w 1975 na dystansie 100 i 200 metrów stylem klasycznym.